# Sept répons des ténèbres
Sept répons des ténèbres, FP 181, est une œuvre de musique sacrée pour soprano, chœur mixte et orchestre, composée par Francis Poulenc en 1961, d'après les répons de l'Office des Ténèbres. Commande de Leonard Bernstein pour l'Orchestre philharmonique de New York, elle a été jouée pour la première fois au Lincoln Center de New York en avril 1963, après la mort du compositeur.

## Génèse
Poulenc revient à la musique sacrée une première fois en 1936 lorsqu'il compose ses Litanies à la Vierge Noire, suivies en 1937 par sa Messe en sol majeur et plusieurs autres œuvres sacrées. Son opéra de 1956, Dialogues des Carmélites, traite du sort des religieuses pendant la Révolution française .
Poulenc compose les Sept répons des ténèbres en 1961 sur commande de Leonard Bernstein et de l'Orchestre philharmonique de New York, pour l'inauguration d'une nouvelle salle de concert au Lincoln Center, alors appelée Philharmonic Hall, plus tard connue sous le nom d'Avery Fisher Hall,.
Poulenc compose d'abord une version pour voix et piano en 1961 puis orchestre l'œuvre en 1962. La première représentation a lieu le 11 avril 1963, après la mort du compositeur, par le chœur et l'Orchestre philharmonique de New York, dirigés par Thomas Schippers.
La première représentation en France a lieu au Théâtre des Champs-Élysées à Paris le 10 décembre 1963, avec l'Orchestre National de France, Les Petits chanteurs de la Sainte-Croix et les chœurs de la RTF, sous la direction de Georges Prêtre.

## Structure
L'œuvre est basée sur les textes latins des répons de l'Office des Ténèbres, célébré durant la Semaine Sainte. Les sept mouvements sont : 
1. Una hora non potuistis vigilare mecum
2. Judas, mercator pessimus
3. Jesum tradidit
4. Caligaverunt oculi mei
5. Tenebrae factae sunt
6. Sepulto Domino
7. Ecce quomodo moritur justus

Le premier mouvement évoque Jésus à Gethsémani dans un répons pour le troisième nocturne du Jeudi Saint, Una hora non potuistis vigilare mecum (Vous n'avez pu veiller une heure avec moi).
Le deuxième mouvement est centré sur Judas, dans un répons pour le deuxième nocturne du Jeudi Saint, Judas, mercator pessimus (Judas, trafiquant détestable).
Les troisième et quatrième mouvements sont tirés des répons du troisième nocturne du Vendredi Saint, Jesum tradidit impius (L'impie livra Jésus) et Caligaverunt oculi mei (Mes yeux se sont obscurcis).
Le cinquième mouvement est tiré du deuxième nocturne du Vendredi Saint, Tenebrae factae sunt (Les ténèbres se firent), dont le texte a également été mis en musique par Poulenc dans ses Quatre motets pour un temps de pénitence pour chœur mixte a cappella, composés en 1938-1939.
Le sixième mouvement est issu du troisième nocturne du Samedi Saint, Sepulto Domino (Quand le Seigneur eut été enseveli).
Le dernier mouvement est issu du deuxième nocturne du Samedi Saint, Ecce quomodo moritur justus (Voilà comment meurt le juste).

## Discographie sélective
- 2014, Poulenc: Stabat Mater; Sept répons de ténèbres, Cappella Amsterdam, Chœur de chambre philharmonique estonien, Orchestre symphonique national estonien, Daniel Reuss (dir.), Carolyn Sampson (sop.), Harmonia Mundi